# Ophiogomphus purepecha
Ophiogomphus purepecha – gatunek ważki z rodziny gadziogłówkowatych (Gomphidae). Występuje na terenie Ameryki Środkowej.